# Jean Gounot
Jean Honoré Gounot (ur. 9 kwietnia 1894 w Nevers, zm. 16 stycznia 1978 Villeneuve-Saint-Georges) – francuski gimnastyk, medalista olimpijski z Antwerpii i Paryża.  